# Candidatura de Marruecos para la Copa Mundial de Fútbol de 2030
Marruecos 2030 es una candidatura presentada para la celebración de la Copa Mundial de Fútbol de 2030.
La oferta fue presentada el 14 de junio de 2018 por la Real Federación de Fútbol de Marruecos, compitiendo con la candidatura sudamericana de Uruguay-Argentina-Paraguay-Chile, con la candidatura europea de España-Portugal-Ucrania y la candidatura de Arabia Saudita-Egipto-Grecia, a la que Marruecos se uniría.

## Antecedentes
Se trata de la sexta ocasión en la cual el país se presenta como candidato para organizar la Copa Mundial de Fútbol, anteriormente contendió para organizar las ediciones de 1994, 1998, 2006, 2010, 2018 y 2026 siendo la última postulación la única ocasión hasta ahora en las que Marruecos se encontró más cercana a lograr su objetivo, sobre las votaciones para 2010, en junio de 2015 medios ingleses como The Daily Telegraph y The Sunday Times revelaron que los marroquíes habían ganado la sede del Mundial 2010 pero los resultados finales fueron manipulados para beneficiar a Sudáfrica.
En marzo de 2011, el entonces ministro de Juventud y Deportes de Marruecos, Moncef Belkhayat, declaró al diario francés Le Figaro que su país era capaz de organizar un torneo como la copa del mundo por cuenta propia, siendo la Copa Africana de Naciones 2015 el escenario ideal para demostrarlo. Sin embargo, en noviembre de 2014, el país rechazó organizar el evento en 2015 para evitar la propagación de la epidemia de ébola que afectaba al continente.
El país africano mostró interés en presentar una candidatura para organizar el evento en 2026, en marzo de 2017, se habló de la posibilidad de presentar una oferta conjunta con España y Portugal, aprovechando los cuestionamientos que sufría la candidatura norteamericana tras la llegada de Donald Trump a la Presidencia de Estados Unidos, lo que servía para presentar una oferta que resaltara la unidad existente entre la Europa cristiana y la África musulmana. La idea contó con el apoyo del Rey de España, Felipe VI, sin embargo fue perdiendo fuelle tras la decisión de Portugal de desmarcarse de la propuesta, la cual quedó finalmente descartada cuando la FIFA recordó que las asociaciones de fútbol de Europa y África no pueden presentarse a contender por la sede de la Copa del Mundo de 2026 debido a que países pertenecientes a estas federaciones organizan los campeonatos del 2018 y 2022.
Finalmente, Marruecos determinó presentarse por su propia cuenta tras el fallido intento de configurar una propuesta con Argelia y Túnez, la cual sí hubiera evitado las restricciones geográficas impuestas por la FIFA.
Marruecos en su candidatura de la Copa Mundial de Fútbol de 2026 quedó en segundo lugar con 65 puntos frente a los 134 obtenidos por Canadá-Estados Unidos y México.

### Experiencia previa
Marruecos ha organizado algunos torneos internacionales. En el caso de competiciones organizadas por la FIFA, el país se encargó de la organización del Mundial de Clubes de la FIFA en las ediciones 2013 y 2014. También ha sido sede de la Copa Africana de Naciones en 1988. Destaca también el haber acogido el Campeonato Juvenil Africano de 1997, el Campeonato Africano Sub-23 de 2011 y el Campeonato Africano Sub-17 de 2013. También organizó el Campeonato Africano de Naciones 2018.

## Sedes posibles
El gobierno de Marruecos volvió a presentar las posibles sedes de su candidatura de 2026, utilizando de igual manera los argumentos a su favor para realizar el Mundial 2030: su geografía compacta y su ubicación específica entre Europa y África.
El 22 de agosto de 2017 el comité de la candidatura de Marruecos estableció una lista de diez estadios en nueve ciudades. La FIFA señala que los estadios deberán tener una capacidad mínima de 40.000 espectadores para los partidos de primera y segunda ronda; 60.000 para los cuartos de final y semifinales; y 80.000 para los juegos de inauguración y la final.
El 26 de marzo de 2018 en la presentación de la candidatura se estableció una lista de catorce estadios en doce ciudades. De estos estadios existen 5 que serán completamente renovados para cumplir con los requisitos relacionados con las capacidades y los estándares de asiento, una completa actualización y renovación de todos los espacios, la iluminación, el aire acondicionado, las instalaciones sanitarias y los estacionamientos. Hay 9 estadios planificados, que cumplirán con todos los requisitos para albergar una copa del mundo.
| Estadios Planteados | Estadios Planteados       | Estadios Planteados                                                      | Estadios Planteados                                                     | Estadios Planteados              | Estadios Planteados |
| Imagen              | Nombre                    | Capacidad                                                                | Partidos                                                                | Equipo Local                     |                     |
| ------------------- | ------------------------- | ------------------------------------------------------------------------ | ----------------------------------------------------------------------- | -------------------------------- | ------------------- |
|                     | Grand Stade de Casablanca | Capacidad durante el mundial 93.000 Capacidad después del mundial 93.000 | Partido inaugural Fase de grupos Dieciseisavos de final Semifinal Final | Selección de fútbol de Marruecos |                     |
|                     | Estadio de Uchda          | Capacidad durante el mundial 45.400 Capacidad después del mundial 45.400 | Fase de grupos Dieciseisavos de final Octavos de final                  | Mouloudia Club d’Oujda           |                     |
|                     | Estadio de Tetuán         | Capacidad durante el mundial 45.600 Capacidad después del mundial 45.600 | Fase de grupos Dieciseisavos de final Octavos de final                  | Moghreb Atlético Tetuán          |                     |

| Estadios Para Renovar | Estadios Para Renovar            | Estadios Para Renovar                                                    | Estadios Para Renovar                                                                   | Estadios Para Renovar                              | Estadios Para Renovar |
| Imagen                | Nombre                           | Capacidad                                                                | Partidos                                                                                | Equipo Local                                       |                       |
| --------------------- | -------------------------------- | ------------------------------------------------------------------------ | --------------------------------------------------------------------------------------- | -------------------------------------------------- | --------------------- |
|                       | Grand Stade de Marrakech         | Capacidad durante el mundial 69.565 Capacidad después del mundial 61.000 | Fase de grupos Dieciseisavos de final Octavos de final Semifinal Tercer y cuarto puesto | Kawkab Athletic Club de Marrakech                  |                       |
|                       | Estadio Adrar                    | Capacidad durante el mundial 46.048 Capacidad después del mundial 41.800 | Fase de grupos Dieciseisavos de final Cuartos de final                                  | Hassania Union Sport Agadir                        |                       |
|                       | Estadio de Fez                   | Capacidad durante el mundial 46.092 Capacidad después del mundial 45.000 | Fase de grupos Dieciseisavos de final Cuartos de final                                  | Maghreb AS Wydad Athletic de Fes                   |                       |
|                       | Estadio Príncipe Moulay Abdellah | Capacidad durante el mundial 46.500 Capacidad después del mundial 46.500 | Fase de grupos Dieciseisavos de final Octavos de final Cuartos de final                 | AS Forces Armées Royales Fath Union Sport de Rabat |                       |
|                       | Estadio Ibn Battouta             | Capacidad durante el mundial 65.000 Capacidad después del mundial 65.000 | Fase de grupos Dieciseisavos de final Cuartos de final                                  | Ittihad Riadhi de Tánger                           |                       |

| Estadios LMS | Estadios LMS          | Estadios LMS                                                             | Estadios LMS                                           | Estadios LMS                                  | Estadios LMS |
| Imagen       | Nombre                | Capacidad                                                                | Partidos                                               | Equipo Local                                  |              |
| ------------ | --------------------- | ------------------------------------------------------------------------ | ------------------------------------------------------ | --------------------------------------------- | ------------ |
|              | Estadio de Casablanca | Capacidad durante el mundial 46.000 Capacidad después del mundial 46.000 | Fase de grupos Dieciseisavos de final Octavos de final | Raja Club Athletic Wydad Athletic Club        |              |
|              | Estadio de El Yadida  | Capacidad durante el mundial 46.000 Capacidad después del mundial 25.000 | Fase de grupos Dieciseisavos de final Octavos de final | Difaâ Hassani El Jadida                       |              |
|              | Estadio de Marrakech  | Capacidad durante el mundial 46.000 Capacidad después del mundial 25.000 | Fase de grupos Dieciseisavos de final Octavos de final | Sin equipo                                    |              |
|              | Estadio de Mequinez   | Capacidad durante el mundial 46.000 Capacidad después del mundial 25.000 | Fase de grupos Dieciseisavos de final Octavos de final | Club Omnisport de Meknès                      |              |
|              | Estadio de Nador      | Capacidad durante el mundial 46.000 Capacidad después del mundial 20.000 | Fase de grupos Dieciseisavos de final Octavos de final | Fath de Nador CR Al Hoceima Hilal Al Nador    |              |
|              | Estadio de Uarzazat   | Capacidad durante el mundial 46.000 Capacidad después del mundial 20.000 | Fase de grupos Dieciseisavos de final Octavos de final | Club Sportif de la Municipalité de Ouarzazate |              |

## Candidatura conjunta
Luego de que Marruecos presentara su candidatura mundialista para 2030, Argelia y Túnez expresaron su interés en unirse a Marruecos para la organización conjunta de la Copa Mundial. Sin embargo, después de unas semanas, se dejó de pronunciar la posibilidad, además, Marruecos no mostró interés en la candidatura y coincidió con las tensiones políticas entre Marruecos y Argelia.
Por otro lado, las asociaciones futbolísticas de España, Marruecos y Portugal llegaron a un primer acuerdo en agosto de 2018 para presentar una candidatura conjunta. Esto, luego de negociaciones entre sus miembros. Se pretendió presentar oficialmente la candidatura conjunta entre finales de agosto y el mes de septiembre, en el que en 14 de marzo de 2023, Marruecos abandonó sus planes de acoger el Mundial individualmente y se unió a la candidatura ibérica.

## Crítica previas a la votación
Los factores que juega en contra de la candidatura marroquí es el de haber sido derrotada en cinco ocasiones previas por otras candidaturas, si bien, existen dudas sobre lo ocurrido en la elección de 2010 que finalmente fue adjudicada a los sudafricanos, estas votaciones han demostrado que el país no logró convencer en otras ocasiones ante propuestas previas. La imagen del país como organizador de eventos se vio dañada tras la renuncia a hospedar la Copa Africana de Naciones 2015.
Marruecos podría enfrentar el mismo problema que ha sufrido la organización del Mundial de Catar, al ser un torneo que se disputa durante los meses de verano, el país tiene un clima caluroso, en el mes de junio se alcanza una temperatura promedio de 33 °C y en julio llega a los 37 °C, dato especialmente habitual en ciudades como Marrakech y Fez, lo que podría alejar algunos votos, sin embargo, el país propone que la mayoría de sus sedes se localicen en la zona costera, en donde las condiciones climatológicas suelen ser más suaves por la ayuda de la Corriente de las Islas Canarias.
Las políticas exteriores del país también podrían jugar en contra del proyecto, entre 1984 y 2017, Marruecos se alejó del resto de África como consecuencia del apoyo de la Organización para la Unidad Africana y algunos países miembros al Frente Polisario en sus intenciones de reconocer la República Árabe Saharaui Democrática). Fue hasta el 31 de enero de 2017 cuando el estado marroquí volvió a formar parte de la ahora llamada Unión Africana gracias al apoyo de 39 países miembros. Debido al aislacionismo que el país mantuvo durante más de tres décadas, las naciones del África subsahariana se han mantenido alejadas de una nación que miraba hacia Europa, situación que el país ha tratado de remediar mediante visitas políticas y acuerdos económicos con los estados del sur pese a mantener su estatus como puerta de Europa ante organismos externos, eso junto con su alianza con Estados Unidos de cara a combatir al terrorismo internacional ha despertado el recelo de una parte de los africanos.
Pese a venderse ante las autoridades del balompié mundial como un país donde conviven pacíficamente musulmanes, judíos y cristianos, es cierto que la influencia cultural del Islam es la más notable y, tomando en cuenta que el Mundial de 2022 es celebrado en un país de raíz cultural similar, es probable que los electores de la sede mundialista de 2030 se inclinen por otra alternativa en su afán de mostrar la diversidad de su organización.